# Агатівка гладенька
Агатівка гладенька (Cochlicopa lubrica) — вид невеликих сухопутних равликів, що дихають повітрям, наземних легеневих черевоногих молюсків родини Cochlicopidae.

## Опис

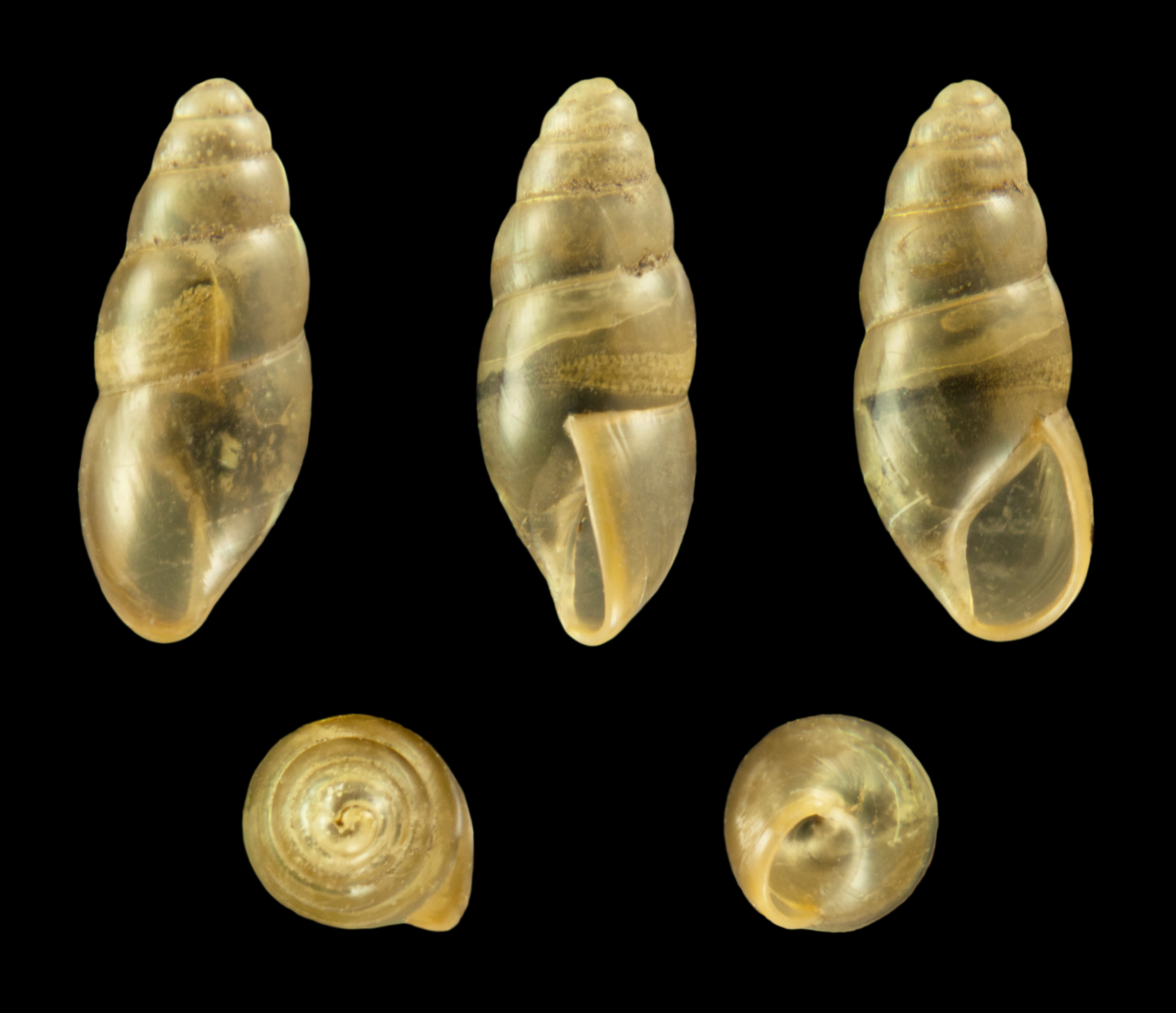

Мушля розміром 5–7,5 × 2,4–2,9 мм має 4–5 помірно опуклих завитків. Колір мушлі від рогово-жовтуватого до червоно-коричневого. Тварина сірувата чи чорнувата, з темними щупальцями. Цей вид важко відрізнити від подібного виду Cochlicopa lubricella.

## Розповсюдження
Цей вид зустрічається в країнах і на островах, включаючи: Чехія, Нідерланди, Польща, Словаччина, Україна, Іспанія, Велика Британія, Ірландія, Угорщина.

## Додаткова література
- Barker, G. M. (1999). Naturalised terrestrial Stylommatophora (Mollusca: Gastropoda). Fauna of New Zealand 38: 1-254
- Spencer, H.G., Marshall, B.A. & Willan, R.C. (2009). Checklist of New Zealand living Mollusca. pp 196–219 in Gordon, D.P. (ed.) New Zealand inventory of biodiversity. Volume one. Kingdom Animalia: Radiata, Lophotrochozoa, Deuterostomia. Canterbury University Press, Christchurch
- Herbert, D.G. (2010). The introduced terrestrial Mollusca of South Africa. SANBI Biodiversity Series, 15: vi + 108 pp. Pretoria
- Kerney, M.P., Cameron, R.A.D. & Jungbluth, J-H. (1983). Die Landschnecken Nord- und Mitteleuropas. Ein Bestimmungsbuch für Biologen und Naturfreunde, 384 pp., 24 plates. [Summer or later]. Hamburg / Berlin (Paul Parey).
- Sysoev, A. V. & Schileyko, A. A. (2009). Land snails and slugs of Russia and adjacent countries. Sofia/Moskva (Pensoft). 312 pp., 142 plates
- Yen, T.-C. (1939). Die chinesischen Land- und Süßwasser-Gastropoden des Natur-Museums Senckenberg. Abhandlungen der Senckenbergischen Naturforschenden Gesellschaft, 444: 1-233, pl. 1-16. Frankfurt am Main.
- Minato, H. (1988). A systematic and bibliographic list of the Japanese land snails. H. Minato, Shirahama, 294 pp., 7 pls
- National Institute of Biological Resources. (2019). National Species list of Korea. II. Vertebrates, Invertebrates, Protozoans. Designzip. 908 pp.